# Mil Bed
Albums de Kohann
Don
Mil Bed (« mille mondes » ou « mille univers » en bas vannetais) est un album du groupe Kohann enregistré et mixé à Revolver-studio durant l'été 1999. La particularité de cet album trip hop est la langue utilisée, le bas-Vannetais, un dialecte breton qui sert des mélodies raffinées.

## Critique
À posteriori, Le Monde remarque que, « faute de pouvoir identifier ce météorite, la critique, sous le charme, opta pour le concept de « trip hop breton ». », « un univers onirique et mystérieux, que l'on rapprochera de ceux de Björk ou de Kate Bush. ». Selon Le Figaro, ce « lancinant premier album » constitue « l'une des belles surprises de 1999 », en précisant dans un autre article que « Kohann associe une véritable créativité musicale à la singularité linguistique. ». Il s'agit d'un « brillant album » pour L'Express et pour Libération, il « marie froissements sylvestres et évanescences magnétiques ».

## Caractéristiques artistiques
Sur la pochette, une femme brune et floue court en robe rouge dans des bois sauvages (« l'expression d'une âme » d'après Kohann).

## Pistes
| No  | Titre    | Paroles        | Musique                          | Durée |
| --- | -------- | -------------- | -------------------------------- | ----- |
| 1.  | awenn    | Michèle Gaurin | Michèle Gaurin, Sylvère Morisson |       |
| 2.  | oaet omp | Morisson       | Gaurin, Morisson                 |       |
| 3.  | kest     | Morisson       | Gaurin, Morisson                 |       |
| 4.  | douar    | Morisson       | Gaurin, Morisson                 |       |
| 5.  | bewein   | Morisson       | Gaurin, Morisson                 |       |
| 6.  | mamm !   | Morisson       | David Bellec, Gaurin             |       |
| 7.  | trevari  | Gaurin         | Morisson, Gaurin                 |       |
| 8.  | dihun    | Morisson       | Gaurin, Morisson                 |       |
| 9.  | dis on   | Gaurin         | Morisson, Gaurin, Ghislain Baran |       |
| 10. | krollet  | Y. B. Calloc'h | Morisson, Gaurin                 |       |
| 11. | mil bed  | Gaurin         | Morisson, Gaurin                 |       |

## Contributions
- Kohann
  - Michèle Gaurin : voix
  - Sylvère Morrisson : claviers, machines
  - David Bellec : guitares, basse
- Cédric Broquaire : batterie
- Ghislain Baran
- Thierry Nédélec
- Adaptation des textes : Dominique Allain
- Réalisation artistique : Thierry Nédélec et Ghislain Baran
- Direction artistique : Mark Hermouet
- Production exécutive : Katherine Saurat